# Svečani mimohod povodom 20. obljetnice VRO Oluja
Svečani mimohod održan je u Zagrebu 4. kolovoza 2015. godine povodom Dana pobjede i Domovinske zahvalnosti i Dana hrvatskih branitelja te 20. obljetnice vojno-redarstvene operacije "Oluja". U mimohodu je sudjelovalo 3000 sudionika, 330 vozila i 30 zrakoplova. Sudjelovali su pripadnici Oružanih snaga Republike Hrvatske, Ministarstva unutarnjih poslova, vatrogasne službe, Državne uprave za zaštitu i spašavanje, civilne zaštite, Hrvatske gorske službe spašavanja, povijesnih postrojbi te branitelji. Mimohod je održan duž Ulice grada Vukovara u Zagrebu, od Avenije Marina Držića do Savske ulice.

## Pozadina
Veliki vojni mimohodi u Hrvatskoj održani su povodom Dana državnosti 1995. i 1997. godine, koji se tada obilježavao 30. svibnja. Prvi svečani mimohod Oružanih snaga Republike Hrvatske 1995. predstavlja najveći mimohod oružanih snaga u povijesti moderne Republike Hrvatske.
Oba su održana u Zagrebu, s glavnim dijelom programa na Jarunu, dok je za mimohod „Pobjednički bedem” 1997. godine dio programa izveden i u Bračkom kanalu (postrojavanje brodova HRM) te na slunjskom vojnom poligonu (pokazno topničko gađanje). Mimohod 1995. godine organiziran je neposredno nakon operacije Bljesak kako bi se pobunjenim Srbima te međunarodnoj zajednici pokazale snaga i sposobnost Oružanih snaga RH. Mimohod 1997. godine održan je kao prikaz snage oružanih snaga u vrijeme dok hrvatsko Podunavlje još nije bilo pod punim hrvatskim nadzorom.
Od 1996. godine 5. kolovoza se u Hrvatskoj obilježava svečanošću podizanja zastave i prigodnim programom u Kninu, uz ograničeno sudjelovanje oružanih snaga, uglavnom prelijete zrakoplova ili manji počasni postroj. Nakon uspješnog sudjelovanja hrvatskih vojnika na tradicionalnoj vojnoj paradi u Parizu 2013. godine te nakon što je Srbija u listopadu 2014. godine organizirala vojnu paradu povodom 70. obljetnice oslobođenja Beograda u Drugom svjetskom ratu te u čast sudjelovanja Crvene armije pozvala ruske postrojbe te ruskog predsjednika Vladimira Putina, Ministarstvo obrane počelo je razmišljati o održavanju mimohoda povodom 20. obljetnice pobjede u Domovinskom ratu. Mimohod izvan Knina kao opciju obilježavanja u javnosti je potvrdio MORH u listopadu 2014. godine. Ministar obrane Ante Kotromanović isticao je osobno francuski mimohod kao uzor - s povijesnim postrojbama, veteranima i svim dijelovima nacionalnog sigurnosnog sustava.
Na sjednici Vijeća za obranu u travnju predsjednica i predsjednik Vlade su se načelno dogovorili da se Dan pobjede obilježi mimohodom u Zagrebu te proslavom u Kninu isti dan, 5. kolovoza. 7. svibnja Vlada je osnovala Odbor za središnje obilježavanja Dana pobjede 2015. godine, u čijem sastavu su bili najviši državni dužnosnici te generali iz operacije Oluja, Stipetić, Gotovina, Markač i Mareković. Došlo je do nesuglasica između predsjednice Grabar-Kitarovic i hrvatske Vlade, potaknutih različitim stavovima oko mimohoda i ustavnim nejasnoćama oko vrhovnog zapovijedanja oružanim snagama u miru. Predsjednica je smatrala da bi mimohodom trebalo obilježiti 25. Dan oružanih snaga (28. svibnja 2016. godine), a da bi proslavu Dana pobjede trebalo organizirati u Kninu, a ne u Zagrebu. Vlada i Ministarstvo obrane su isticali da je Dan pobjede daleko prikladniji nadnevak, da sve zemlje svoje vojne mimohode organiziraju u glavnim gradovima, da su u Kninu ulice nedovoljno široke i duge da bi se pokazalo sve naoružanje te da je Zagreb logičan izbor i zbog tradicije protekla dva mimohoda. Potom je između Vlade i predsjednice izbilo neslaganje oko nadnevka, da bi konačno došlo do kompromisnog dogovora o održavanju mimohoda u Zagrebu 4. kolovoza uvečer te tradicionalne središnje svečanosti 5. kolovoza u Kninu. MORH je na mimohod odlučio pozvati i pojedine članice NATO saveza i druge zemlje s kojima oružane snage usko surađuju.
HDZ na čelu s Tomislavom Karamarkom izrazio je protivljenje organizaciji svečanog mimohoda, ističući da je preskup za vrijeme krize te optužujući Vladu za „gušenje narodnog slavlja u Kninu”. Dio braniteljskih udruga na čelu s HVIDR-om podržao je HDZ te pozvao na bojkot svečanog mimohoda. Stranke OraH i HSP AS također su pozvale na bojkot mimohoda. Zbog neslaganja s mimohodom prosvjedne akcije organizirao je Centar za mirovne studije, pod krilaticom „Rat je gotov”, pozivajući na odustajanje slavljenja 5. kolovoza umjesto mirne reintegracije Podunavlja. Neposredno prije mimohoda, plakate MORH-a u Zagrebu koji su pozivali na proslavu oblijepili su natpisima protivljenja.
Žestoko protivljenje hrvatskom organiziranju velikog mimohoda izrazila je i Srbija. Ministar vanjskih poslova, Ivica Dačić, naglasio je da će Srbija sudjelovanje drugih država na vojnom mimohodu shvatiti kao protusrpski i neprijateljski čin.

## Pripreme
Redateljicom mimohoda imenovana je Petra Radin, a odlučeno je da će se mimohod kretati Vukovarskom ulicom. Primopredajom posljednjeg zrakoplova 31. srpnja upotpunjena je borbena eskadrila HRZ-a nakon remonta i modernizacije 12 zrakoplova MiG-21 u Ukrajini te je predstavljena novinarima u Zrakoplovnoj bazi Zagreb. Odlučeno je da će se mimohodu priključiti i dvije od 12 samohodnih haubica PzH 2000 koje je Hrvatska krajem 2014. godine kupila od Njemačke te su se nalazile na modernizaciji i obuci posada u Münsteru. Dvije haubice su 29. srpnja stigle u vojarnu Croatia te su predstavljene novinarima i javnosti kao najmoćnije i jedno od najmodernijih oružja OS RH. Pješački postroji uvježbavali su se u vojarni na Plesu, a motorizirani i oklopni na pisti vojne baze u Udbini. Skupno letenje te prelete su uvježbavali i MiG-ovi, akrobatska skupina „Krila Oluje”, te policijski i vojni helikopteri. MORH je snimke uvježbavanja postavljao na svoje YouTube kanale, a predstavljen je i službeni najavni spot mimohoda i 20. Dana pobjede.
Unatoč bojkotu dijela braniteljskih udruga, za sudjelovanje u mimohodu javilo se mnogo više branitelja nego je bilo predviđeno. Broj sudionika u braniteljskom postroju je povećan čak pet puta, a MORH je objavio da će sudjelovati i 55 bivših pripadnika HVO-a. Nakon špekulacija o nazočnosti stranih postrojbi i izaslanstava, mediji su krajem srpnja objavili da će pojedine države poslati svoje ratne zastave, a da neke države razmišljaju o slanju manjih postrojbi. Slovenija je isprva namjeravala poslati tri zrakoplova Pilatus PC-9 i počasni vod pješaka, ali je odustala zbog srbijanskog protivljenja, što je izazvalo oštre reakcije u slovenskoj javnosti. U hrvatskim medijima odustajanje pojedinih zemalja pripisivano je srbijanskom pritisku, lošoj organizaciji i zakašnjelim pripremama. MORH je naposljetku objavio da su službeni pozivi poslani 15 zemalja, „od kojih su se gotovo sve odazvale”.
U prigodnoj svečanosti pred postrojenim vojnicima 31. srpnja kadeti Hrvatskog vojnog učilišta donijeli su iz muzeja u vojarnu Croatia, odakle je mimohod polazio, 25-metarsku hrvatsku zastavu razvijenu na kninskoj tvrđavi 5. kolovoza 1995. godine. Generalna proba mimohoda održana je 1. kolovoza u večernjim satima te je privukla mnoštvo gledatelja unatoč nevremenu. Na sam dan održavanja mimohoda, ministar obrane Ante Kotromanović te načelnik Glavnog stožera, general zbora Drago Lovrić, održali su motivacijski govor postrojenim pripadnicima Oružanih snaga u Vojarni Croatia. U emotivnom govoru ministar Kotromanović se prisjetio početka Operacije Oluja na položajima na Dinari dok je bio zapovjednik 126. gardijske brigade te sastanka sa zapovjednikom Zbornog područja Split, generalom Antom Gotovinom. Kotromanović je vojnicima istaknuo da će „gaziti za sve poginule” te da moraju „pokazati što je hrvatski vojnik i što sve može”.

## Tijek događaja
U 17 sati i 46 minuta predsjednica Republike Hrvatske Kolinda Grabar-Kitarović, ministar obrane Ante Kotromanović i načelnik Glavnog stožera Oružanih snaga Drago Lovrić, provezli su se pored sudionika mimohoda. Nakon pregleda vojnog postroja i ljubljenja hrvatske zastave, sa šest udaraca zvona najavljen je početak mimohoda. Nakon toga je 12-godišnja Mia Negovetić, uz pratnju klape Hrvatske ratne mornarice i orkestra OSRH-a, otpjevala hrvatsku himnu. Za vrijeme izvođenja himne u zrak je dignuta izvorna hrvatska zastava s kninske tvrđave iz 1995. godine. Nakon minute šutnje za poginule branitelje u 18 sati i 18 minuta, Vrhovna zapovjednica Oružanih snaga Republike Hrvatske Kolinda Grabar-Kitarović je izdala zapovijed za početak mimohoda.
Mimohod su otvorili počasni plotuni s travnjaka ispred zgrade Nacionalne i sveučilišne knjižnice te su iznad vojnog mimohoda preletjela tri MiG-a 21. Na čelu mimohoda se nalazio postroj Zapovjedništva mimohoda i postroj zastava iz Domovinskog rata. Nakon njih su prošle postroji hrvatskih branitelja, a slijedile su ih hrvatske povijesne postrojbe. Nakon vojnih kadeta prošle su hrvatske gardijske brigade. Redom su prošli: "Tigrovi", "Gromovi", "Kune", "Pauci", "Sokolovi", "Pume" i "Vukovi". Nakon njih su slijedili maskirani pripadnici specijalnih jedinica, a za njima postrojbe Hrvatske ratne mornarice.
Letački dio svečanosti su otvorila tri vojna helikoptera, a iza njih su letjeli helikopteri MUP-a. Poslije njih je letjelo šest zrakoplova u dvije formacije. Zatim su nebom prošli i kanaderi. Najveće oduševljenje su izazvali akrobatska skupina "Krila Oluje". Istodobno su se sa zgrade Nacionalne i sveučilišne knjižnice spustili užetom specijalci. Oko 19 sati na ulice su izašla prva mehanizirana, oklopna i motorna vozila. Ulicom su prošla vozila policije, granične policije, vodeni top, pirotehničari te postroj vatrogasaca. Videozidom je prikazan pozdrav s brodova HRM-a iz Bračkog kanala. Na kraju su Vukovarskom prošli haubice i tenkovi. Ukupno je na mimohodu sudjelovalo 321 vozilo. Nakon ponovnog nadlijetanja 6 zrakoplova MiG-21, program je završio pjesmom "Moja domovina".

## Kulturno-umjetnički program
Izvedba hrvatske himne, Mia Negovetić i Klapa "Sv. Juraj" HRM (HRT)

Matija Dedić i Matej Meštrović na glasoviru izveli su skladbu "Zvira voda". Skladbu "Seh duš dan" Blagoja Berse izveo je sastav "V boys" i zbor "Josip Kaplan". Nina Kraljić otpjevala je Zajčevu "Domovini i ljubavi". Mimohod je završio pjesmama "Dalmatino poviješću pritrujena" Klape "Sv. Juraj", "Tvoja zemlja" u izvedbi Đanija Stipaničeva te Ivane i Marije Husar, te zajedničkim finalom s pjesmom "Moja domovina".

## Postroji
Svečani mimohod bio je organiziran u tri dijela.

### Pješački dio
U pješačkom dijelu svečanog mimohoda sudjelovali su sljedeći postroji:
- postroj Zapovjedništva mimohoda,
- postroj službenih zastava kojeg su činili pripadnici Počasno-zaštitne bojne, odjeveni u povijesne odore, i koji su nosili zastave Republike Hrvatske, Predsjednice Republike Hrvatske, Europske unije, Sjevernoatlantskog saveza, Ministarstva obrane, Ministarstva unutarnjih poslova, Ministarstva branitelja, Glavnog stožera Oružanih snaga RH, Zapovjedništva za potporu, Hrvatskog vojnog učilišta „Petar Zrinski“, Državne uprave za zaštitu i spašavanje, Hrvatske vatrogasne zajednice, Grada Zagreba i Grada Knina,
- postroj zastava postrojbi iz Domovinskog rata koji je predstavljao ratne postrojbe koje su branile i obranile suverenitet RH. U postroju je sudjelovalo 168 zastava ratnih postrojbi Oružanih snaga RH i 19 zastava ratnih postrojbi MUP-a RH,
- postroj hrvatskih branitelja,
- postroj povijesnih postrojbi činili su Sinjski alkari, Bjelovarski graničari – Husari 1756., Karlovačka husarska pukovnija, Varaždinska husarska graničarska pukovnija, Kravat pukovnija iz Zagreba, Domagojevi strijelci iz Vida kod Metkovića, Đurđevački graničari Đuroki, Frankopanska garda Ogulin, Gradska straža Bakar, Hrvatska bratovština Bokeljska mornarica 809., Počasna sokolska garda Osijek, Hrvatski sokol Vinkovci, Karlovačka građanska garda, Keglevićeva straža Kostel iz Pregrade, Kliški uskoci, Križevačka djevojačka straža, Požeška građanska straža, Samoborska narodna garda, Serežani iz Županje, Trenkovi panduri iz Požege, Turopoljski banderij, Varaždinska građanska garda, Viteški red Kumpanjija iz Smokvice na Korčuli, Viteško udruženje Kumpanjija iz Blata na Korčuli te Zrinska garda Čakovec,
- postroj kadeta činili su pripadnici Kadetske bojne Časničke škole Hrvatskog vojnog učilišta "Petar Zrinski",
- pješački postroj sastavnica OS RH, MUP-a RH i DUZS-a činili su postroji bojne "Tigrovi", bojne "Gromovi", bojne "Kune", bojne "Pauci", bojne "Sokolovi", 2. bojne "Pume", bojne "Vukovi", Zapovjedništva specijalnih snaga, Hrvatske ratne mornarice, Hrvatskog ratnog zrakoplovstva i protuzračne obrane, Vojne policije, Specijalne policije i postroj Interventne policije. Pješački postroj vatrogasaca činli su pripadnici Državne vatrogasne intervencijske postrojbe Državne uprave za zaštitu i spašavanje, vatrogasni zapovjednici, vatrogasci i vatrogaskinje iz javnih vatrogasnih postrojbi, dobrovoljnih vatrogasnih društava te iz gospodarstva. Pješački postroj Državne uprave za zaštitu i spašavanje (DUZS) činli su djelatnici DUZS-a, pripadnici Hrvatskog zavoda za hitnu medicinu, pripadnici Hrvatske gorske službe spašavanja, pripadnici Hrvatskog Crvenog križa, pripadnici postrojbi civilne zaštite, pripadnici Saveza izviđača Hrvatske te vodiči s potražnim psima.

### Zrakoplovni dio
U sklopu zrakoplovnog dijela programa organiziran je prelet zrakoplovnog postroja te je prikazana taktička vježba Zapovjedništva specijalnih snaga i Hrvatskog ratnog zrakoplovstva i protuzračne obrane.
Zrakoplovni postroj, kojim je zapovijedao brigadir Mato Mikić, načelnik Stožera i zamjenik zapovjednika 91. zrakoplovne baze, sastojao se od sljedećih zrakoplova:
|                                                       | | |                                        |
| tri helikoptera Bell 206B JetRanger III HRZ-a i PZO-a | tri helikoptera MUP-a RH iz sastava Zrakoplovne jedinice Zapovjedništva specijalne policije - Agusta Bell 212, Airbus H135, i Bell 206B JetRanger III. | tri aviona Zlin 242 L HRZ-a i PZO-a                                                                                      | tri helikoptera Mi-171Sh HRZ-a i PZO-a |
|                                                       | | |                                        |
| tri aviona Air Tractor AT-802 HRZ-a i PZO-a           | tri aviona Canadair CL-415 HRZ-a i PZO-a | šest aviona Pilatus PC-9M HRZ-a i PZO-a u formaciji akrobatske grupe Krila Oluje, koji su izveli manji dio svog programa | tri aviona MiG-21 HRZ-a i PZO-a        |

U posljednjem dijelu letačkog programa održana je združena taktička vježba pripadnika Zapovjedništva specijalnih snaga (ZSS) i posada helikoptera Mi-8 MTV-1 HRZ-a i PZO-a. Pripadnici ZSS-a demonstrirali su tehniku spuštanja niz konop koja se koristi za spuštanje sa zgrade, iz helikoptera, sa stijena, a na mimohodu su je iskoristili za spuštanje sa zgrade Nacionalne i sveučilišne knjižnice. U drugom su dijelu vježbe pripadnici ZSS-a s pripadnicima HRZ-a i PZO-a prikazali izvlačenje ljudstva tehnikom ”grozd“ koja se, među ostalim, koristi i u akcijama traganja i spašavanja kojima se spašavaju ljudski životi.

### Motorizirani, mehanizirani i oklopni dio
- postroj Zapovjedništva specijalnih snaga,
- mehanizirani postroj,
- postroj Vojne policije,
- postroj Ministarstva unutarnjih poslova RH,
- postroj vatrogasnih motoriziranih snaga,
- postroj Državne uprave za zaštitu i spašavanje,
- vojnoobavještajni postroj,
- postroj Hrvatske ratne mornarice - Za vrijeme trajanja mimohoda, u Bračkom kanalu, u sklopu plovnog postroja HRM-a isplovile su četiri raketne topovnjače Flotile HRM-a i dva ophodna broda Obalne straže RH. Prikazan je i snimak bojnog gađanja raketom RBS-15,
- postroj protuzračne obrane,
- postroj nuklearno-biološko-kemijske obrane,
- inženjerijski postroj,
- postroj veze,
- logistički postroj,
- postroj topništva, te
- oklopno-mehanizirani postroj.

## Izaslanstva
Mimohodu su nazočila 42 strana izaslanstva. Oružane snage SAD-a su poslale dva visoko rangirana generala, zapovjednika Nacionalne garde Minnesote, Richarda C. Nasha, i zamjenika zapovjednika američkih snaga za Europu Randyja A. Keea, Poljska zamjenika načelnika Glavnog stožera i jednog generala, BiH ministricu obrane i načelnika Glavnog stožera, Litva zamjenika ministra obrane, Albanija načelnika Glavnog stožera, a Makedonija generala i visokog dužnosnika Ministarstva obrane.
Na mimohodu su također simbolično sudjelovale zastave Latvije, Litve, Estonije, Velike Britanije, Albanije i Poljske.
Nakon mimohoda za visoke goste, izaslanstva i uzvanike, priređen je i prijem u Klovićevim dvorima na zagrebačkom Gornjem gradu.

## Odjek
S obzirom na to da je posljednji put vojni mimohod u Hrvatskoj organiziran 1997., mimohod povodom 20 godina pobjede u Domovinskom ratu izazvao je veliko zanimanje javnosti. Na mimohodu se pojavilo oko 100 000 gledatelja, čije su reakcije bile iznimno pozitivne. Zbog velikog broja građana, u posljednji se trenutak postavljalo dodatno ozvučenje sve do križanja Vukovarske sa Savskom. Sve nacionalne televizije izravno su prenosile mimohod, s posebnim emisijama i komentatorima. Umirovljeni časnici i vojni stručnjaci uspoređivali su prikazano s viđenim na mimohodima 1995. i 1997. te isticali veliki napredak domaće vojne industrije, cjelovitost borbene eskadrile, nova oklopna i borbena vozila te samohodne haubice PzH 2000 kao važne iskorake u opremljenosti i spremnosti oružanih snaga. Preko programa HRT-a mimohod je gledalo više od 473 000 gledatelja. Zbog povećanog zanimanja javnosti, HRT je prikazao snimku cijelog mimohoda sljedeći dan. Mediji su hvalili organizaciju mimohoda, a većina novinara mimohod i prateći program je nazivala „veličanstvenim”. Uredništvo Jutarnjeg lista u pozitivno intoniranom komentaru povodom mimohoda je izrazilo ponos i podršku, te tražilo uvođenje redovnih mimohoda za Dan pobjede. Vojni analitičar Igor Tabak pohvalio je izvedbu, dok je kritizirao neautentičnost pojedinih "povijesnih postrojbi". Specijalizirani mediji za vojne teme kao propuste su istaknuli i loš razglas i slabu organizaciju Policijske uprave zagrebačke.
Nakon mimohoda naraslo je zanimanje medija za vojne teme, primjerice za primanja pripadnika OSRH. Prikaz vojne tehnike na mimohodu izazvao je i zanimanje pojedinih medija za hrvatsku vojnu industriju, posebno za činjenicu da su hrvatski vojnici u cijelosti bili opremljeni hrvatskim proizvodima (strojnicama, pištoljima, odorama, kacigama, kapama, rubljem, čizmama, cipelama i dr.). Mimohod je skrenuo pozornost i ulagačima na proizvodne sposobnosti hrvatske vojne industrije: cijena dionice "Đure Đakovića", proizvođača borbenih, oklopnih i drugih specijalnih vozila, u svega tri trgovinska dana je na burzi skočila za preko 35 posto, nakon što je mjesecima bila u polaganom padu.
Predsjednik Vlade Zoran Milanović izrazio je ponos i zadovoljstvo viđenim te istaknuo da je bitno da građani vide na što odlazi njihov novac dodijeljen Ministarstvu obrane. Potpredsjednik Sabora i saborski zastupnik HDZ-a, Željko Reiner, izrazio je nezadovoljstvo činjenicom što mimohod nije organiziran u Kninu.

### Inozemstvo
Srbijanski predsjednik Tomislav Nikolić prigodom odavanja počasti stradalim civilima srpske nacionalnosti komentirao je da „Hrvati nisu organizirali paradu za dan pobjede nad fašizmom...jer kud bi protiv sebe”. Ocijenio je i da je mimohod poruka izbjeglim Srbima da se ne vraćaju u Hrvatsku "jer ih sve čeka ponovno".
Austrijski dnevnik Der Standard mimohod je nazvao "pučkom feštom" te komentirao da je organiziran kako bi se slavljenje Dana pobjede izmaknulo monopolu političke desnice. Sarajevski Dnevni avaz kolonu je nazvao "impresivnom". Srbijanska Politika mimohod je nazvala "vremeplovom", ocjenjujući da je prikazana tehnika zastarjela te da koračnice zvuče "šlagerski". Pripreme za mimohod, kao i sam mimohod, u dijelu srbijanske javnosti izazvale su interes za usporedbom stanja oružanih snaga dvaju država, kao i u svjetlu usporedbe s beogradskom paradom u listopadu 2014. godine. Beogradske Večernje novosti objavile su karikaturu crnokošuljaša kako paradiraju pod zastavom s ustaškim znakovljem i natpisom "Oluja".

## Cijena
MORH je 27. kolovoza objavio da su ukupni troškovi mimohoda iznosili 12,7 milijuna kuna, sukladno prvotnim procjenama. Grad Zagreb nakon mimohoda potrošio je još 7 milijuna kuna na obnovu kolnika, za što je mimohod bio povod, a ne uzrok.

## Vanjske poveznice
- Portal mimohoda  Arhivirana inačica izvorne stranice od 4. kolovoza 2015. (Wayback Machine), Ministarstvo obrane RH
- Službeni album fotografija mimohoda, Vlada RH (Flickr)
- Snimka mimohoda  Arhivirana inačica izvorne stranice od 6. ožujka 2016. (Wayback Machine), HRT
- Dan pobjede, posebni portal HRT-a
- "Dvije minute i 16 sekundi čistog ponosa, pogledajte i sami", Dnevnik.hr
- "Dan ponosa i slave: Hrvatska na spektakularan način demonstrirala svoju vojnu moć!"  Arhivirana inačica izvorne stranice od 8. kolovoza 2015. (Wayback Machine), vijesti.hr, 04. kolovoza 2015.
- Velika fotogalerija: Vojni mimohod u Vukovarskoj ulici  Arhivirana inačica izvorne stranice od 6. kolovoza 2015. (Wayback Machine), Jutarnji list
- Galerija fotografija mimohoda, Imgur
- Lovrić, Jelena. "Tko je pobjednik Dana pobjede?"  Arhivirana inačica izvorne stranice od 24. kolovoza 2015. (Wayback Machine), Jutarnji list, objavljeno: 9. kolovoza 2015.
- Snimka gađanja raketom RBS-15 prikazana tijekom mimohoda